# Theophilus Presbyter
Theophilus Presbyter (fl. c. 1070-1125) er det pseudonym, hvorunder en forfatter samlede og udgav latinske tekster med detaljerede beskrivelser af forskellige middelalderlige kunsthåndværk. Teksten kaldes Schedula diversarum artium ("Liste af forskellige kunstarter") eller De diversis artibus ("om forskellige kunsthåndværk"), og blev sandsynligvis først samlet mellem 1100 og 1120. Det ældste manuskript (kopi) af værket findes i på Østrigs Nationalbibliotek i Wien (Codex 2527) og i Wolfenbüttel (Herzog-August-Bibliothek, Torsk. Guelf. Gud. Lat. 69 2°). Gotthold Ephraim Lessing genopdagede dokumentet da han arbejdede som bibliotekar i Wolfenbüttel, og fik udgivet uddrag i 1774. Dette vækkede stor interesse blandt andet fordi de afkræftede Vasaris myte om, hvordan Jan van Eyck udviklede oliemaleri-teknikken i begyndelsen af 1400-tallet, hvilket antikvarer allerede havde sået tvivl om.
Theophilus' Schedula giver detaljeret indsigt i teknikker som anvendtes til brugskunst i højmiddelalderen. Værket er inddelt i tre bøger. Den første dækker produktion og brug af maleri og tegnematerialer (maleteknikker, maling og blæk), specielt illuminering af tekster og maling af vægge. Den anden omhandler produktion af farvet glas og teknikker til glasmaleri, mens den sidste omhandler forskellige teknikker beregnet for guldsmede, klokkestøberi og andet metalarbejde. Det omfatter også en indføring i fremstilling af orgler. Theophilus værk er muligvis det tidligste omtale af oliemaling. Arbejdet er blevet oversat til engelsk, fransk, polsk, portugisisk, spansk, ungarsk, tysk, italiensk, japansk, bulgarsk, russisk, for det meste i det 1800- og 1900-tallet.
Det er muligt, at 'Theophilus' var Benediktiner munk. Det er blevet foreslået (særlig ved Eckhard Freise) at Theophilus kunne være munken Roger af Helmarshausen. Roger synes at være kommet fra Stavelot Abbedi i Maas regionen, var aktiv som kunstner og forfatter mellem 1100 og 1107 i St. Pantaleons kirke i Köln, og flyttede til Helmarshausen Abbedi i 1107. Disse to personer har været diskuteret blandt forskere nogen tid, men Freises konklusion er endnu ikke blevet bredt accepteret. Andre forslag har også været fremlagt, og i dag kan det ikke siges at være en konsensus om forfatterens virkelig identitet.
Theophilus, som forfatter af en "håndbog", er blevet beskrevet som en ren teoretiker, men det synspunkt synes at være i mindretal. Den første bog, om malerkunsten, er ikke særlig godt oplyst, men tilstrækkelig pålidelig. Den anden, om glasarbejde, er bedre, mens det er tydeligt, at den tredje bog er skrevet af en praktiserende metalarbejder. Det er for nylig blevet foreslået, at de modstridende elementer angående datering, praktisk erfaring og udgivelsen af 'Theophilus' bedst kan forstås hvis Schedula ses på som en samling af forskellige tekster.

## Værker
- De diversis artibus eller Schedula diversarum artium (i tre bøger, dato omdiskuteret, men ca. 1125)

To udgaver af Theophilus' arbejde med engelske oversættelser:
- Dodwell, C. R. The Various Arts De Diversis Artibus. Oxford: Clarendon Press, 1961, ny utgave 1986
- Hendrie R. An Essay upon Various Arts in three Books av Theophilus kalles også Rugerus. London, 1847, 1961

- Hawthorne, J. G. og C. S. Smith Theophilus: On Divers Arts. University of Chicago Press, 1963; genudgivet i New York: Dover Publications 1979; ISBN 0-486-23784-2

Referencer på engelsk:
- Hvit, Lynn Theophilus redivivus. Technology and Culture 5, 1964, 224-233; genudgivet i Middelaldersk Religion and Technology, University of California Press, 1978.
- Thompson, Daniel V., 'Theophilus Presbyter, words and meanings in technical translation". I Speculum 42/2 1967, 313-339.

Følgende referencer er på tysk:
- Brepohl, E. Theophilus Presbyter und das mittelalterliche Kunsthandwerk. Köln, 1999 (2 bind).
- Freise, E. "Roger von Helmarshausen i seiner monastischen Umwelt". I Frühmittelalterliche Studien, 15, 1981.
- Ilg, A. (Redaktør). "Theophilus Presbyter. Schedula diversarum artium". I Quellenschriften für Kunstgeschichte, volum 7. Wien, 1874.
- Lessing, Gotthold Ephraim. Vom Alter der Ölmalerey aus dem Theophilus Presbyter. Berlin, i 1774.
- Theobald, W. Technik des Kunsthandwerks chat-10. Jh. Des T. Schedula Diversarum Artium, Berlin, 1933, 1953 og 1983 (omfatter oversettelser og forklaringer av deler av verket).